# Górnik Zabrze w sezonie 1963/1964
Sezon 1963/1964 był 16. sezonem w historii klubu i 9. z kolei na najwyższym poziomie rozgrywek ligowych. Górnik zakończył rozgrywki I ligi na pierwszym miejscu zdobywając po raz piąty w historii tytuł Mistrza Polski w piłce nożnej (drugi z rzędu). Rozgrywki Pucharu Polski rozpoczął od 1/16 finału przegrywając w pierwszym meczu i odpadając z rozgrywek. Jako Mistrz Polski w sezonie 1962/1963 uczestniczył w rozgrywkach Pucharu Europy Mistrzów Klubowych docierając do 1/8 finału.

## Stadion
Miejscem rozgrywania spotkań domowych był otwarty w 1934 roku i przebudowany w 1958 roku stadion przy obecnej ul. Roosevelta 81 mieszczący ok. 35.000 widzów. Spotkania w ramach PEMK rozgrywane były na Stadionie Śląskim w Chorzowie.
Informacje dotyczące frekwencji według Przeglądu Sportowego (www.wikigornik.pl)

## I Liga

### Tabela
| Poz. | Drużyna            | M  | Punkty | Z  | R | P  | Bramki | Bramki | Bramki |
| Poz. | Drużyna            | M  | Punkty | Z  | R | P  | +      | -      | +/-    |
| ---- | ------------------ | -- | ------ | -- | - | -- | ------ | ------ | ------ |
| 1    | Górnik Zabrze      | 26 | 40     | 17 | 6 | 3  | 57     | 23     | 34     |
| 2    | Zagłębie Sosnowiec | 26 | 31     | 13 | 5 | 8  | 55     | 41     | 14     |
| 3    | Odra Opole         | 26 | 31     | 12 | 7 | 7  | 42     | 31     | 11     |
| 4    | Legia Warszawa     | 26 | 31     | 13 | 5 | 8  | 44     | 36     | 8      |
| 5    | Polonia Bytom      | 26 | 27     | 11 | 5 | 10 | 39     | 33     | 6      |

    runda wstępna Pucharu Europy Mistrzów Klubowych

### Wyniki spotkań
| Mecz           | Data            | Stadion   | Przeciwnik         | Wynik | Punkty | Strzelcy                                     |
| -------------- | --------------- | --------- | ------------------ | ----- | ------ | -------------------------------------------- |
| Runda jesienna |                 |           |                    |       |        |                                              |
| 1              | 11 sierpnia     | Zabrze    | Odra Opole         | 1:0   | 2      | Wilczek                                      |
| 2              | 18 sierpnia     | Szczecin  | Pogoń Szczecin     | 0:0   | 3      | -                                            |
| 3              | 21 sierpnia     | Zabrze    | ŁKS Łódź           | 2:1   | 5      | Oślizło, Wilczek                             |
| 4              | 24 sierpnia     | Warszawa  | Gwardia Warszawa   | 2:1   | 7      | Musiałek, Pohl                               |
| 5              | 28 sierpnia     | Zabrze    | Zagłębie Sosnowiec | 7:1   | 9      | Czok, Szołtysik (3), Musiałek, Pohl, Oślizło |
| 6              | 8 września      | Chorzów   | Ruch Chorzów       | 0:2   | 9      | -                                            |
| 7              | 14 września     | Zabrze    | Unia Racibórz      | 2:0   | 11     | Kapciński, Pohl                              |
| 8              | 19 października | Warszawa  | Legia Warszawa     | 0:2   | 11     | -                                            |
| 9              | 27 października | Zabrze    | Szombierki Bytom   | 2:1   | 13     | Lubański (2)                                 |
| 10             | 3 listopada     | Zabrze    | Polonia Bytom      | 1:2   | 13     | Pohl                                         |
| 11             | 6 listopada     | Zabrze    | Wisła Kraków       | 4:0   | 15     | Pohl (3), Lentner                            |
| 12             | 10 listopada    | Zabrze    | Stal Rzeszów       | 3:0   | 17     | Lubański (2), Lentner                        |
| 13             | 1 grudnia       | Szczecin  | Arkonia Szczecin   | 3:3   | 18     | Musiałek (2), Szołtysik                      |
| Runda wiosenna |                 |           |                    |       |        |                                              |
| 14             | 15 marca        | Opole     | Odra Opole         | 1:1   | 19     | Olszówka                                     |
| 15             | 22 marca        | Zabrze    | Pogoń Szczecin     | 4:1   | 21     | Pohl (2), Lubański, Gwosdek                  |
| 16             | 5 kwietnia      | Łódź      | ŁKS Łódź           | 1:0   | 23     | Musiałek                                     |
| 17             | 12 kwietnia     | Zabrze    | Gwardia Warszawa   | 3:1   | 25     | Pohl, Szołtysik, Lentner                     |
| 18             | 19 kwietnia     | Sosnowiec | Zagłębie Sosnowiec | 2:0   | 27     | Musiałek, Wilczek                            |
| 19             | 26 kwietnia     | Zabrze    | Ruch Chorzów       | 3:1   | 29     | Bem (sam.), Pohl, Wilczek                    |
| 20             | 3 maja          | Racibórz  | Unia Racibórz      | 2:2   | 30     | Lubański, Florenski                          |
| 21             | 17 maja         | Zabrze    | Arkonia Szczecin   | 2:0   | 32     | Lubański, Musiałek                           |
| 22             | 24 maja         | Rzeszów   | Stal Rzeszów       | 1:1   | 33     | Słomiany                                     |
| 23             | 31 maja         | Bytom     | Szombierki Bytom   | 3:0   | 35     | Lubański (2), Słomiany                       |
| 24             | 3 czerwca       | Zabrze    | Legia Warszawa     | 5:0   | 37     | Lubański (2), Wilczek, Pohl (2)              |
| 25             | 7 czerwca       | Kraków    | Wisła Kraków       | 3:3   | 38     | Lubański, Wilczek, Lentner                   |
| 26             | 30 czerwca      | Bytom     | Polonia Bytom      | 2:1   | 40     | Szołtysik, Musiałek                          |

    zwycięstwo     remis     porażka

## Puchar Polski
Górnik rozpoczął rozgrywki Pucharu Polski od 1/16 finału przegrywając na inaugurację z drużyną GKS Katowice i odpadając z turnieju.
| Faza | Data      | Stadion  | Przeciwnik   | Wynik | Strzelcy |
| ---- | --------- | -------- | ------------ | ----- | -------- |
| 1/16 | 4 grudnia | Katowice | GKS Katowice | 0:2   | -        |

    porażka

## Puchar Europy Mistrzów Klubowych
Górnik rozpoczął rozgrywki Pucharu Europy Mistrzów Klubowych od 1/16 finału pokonując w trójmeczu drużynę Austrii Wiedeń. Odpadł z rozgrywek w 1/8 finału przegrywając z Duklą Praga.
| Faza | Data           | Stadion | Przeciwnik     | Wynik | Strzelcy           |
| ---- | -------------- | ------- | -------------- | ----- | ------------------ |
| 1/16 | 18 września    | Chorzów | Austria Wiedeń | 1:0   | Lentner            |
| 1/16 | 2 października | Wiedeń  | Austria Wiedeń | 0:1   | -                  |
| 1/16 | 9 października | Wiedeń  | Austria Wiedeń | 2:1   | Pohl, Musiałek     |
| 1/8  | 13 listopada   | Chorzów | Dukla Praga    | 2:0   | Musiałek, Lubański |
| 1/8  | 20 listopada   | Praga   | Dukla Praga    | 1:4   | Szołtysik          |

    zwycięstwo     porażka

## Mecze towarzyskie
| Data                         | Przeciwnik         | Miejsce     | Wynik       | Strzelcy                                 |
| ---------------------------- | ------------------ | ----------- | ----------- | ---------------------------------------- |
| 29 czerwca                   | Legia Warszawa     | Warszawa    | 5:1         | Wilczek (2), Musiałek, Pohl, Lubański    |
| Puchar Ameryki               |                    |             |             |                                          |
| 3 lipca                      | Újpest Budapeszt   | Chicago     | 0:1         | -                                        |
| 7 lipca                      | CF Os Belenenses   | Nowy Jork   | 0:0         | -                                        |
| 14 lipca                     | Real Valladolid    | brak danych | 5:1         | Pohl (2), Wilczek, Lentner, Musiałek     |
| 17 lipca                     | Helsingborgs IF    | Chicago     | 5:2         | Szołtysik (2), Gawlik, Wilczek, Musiałek |
| 21 lipca                     | Wiener SC          | Detroit     | 3:2         | Szołtysik (2), Wilczek                   |
| 28 lipca                     | Dinamo Zagrzeb     | Nowy Jork   | 4:0         | Lubański (2), Czok, Musiałek             |
| 31 lipca                     | West Ham United    | Nowy Jork   | 1:1         | Pohl                                     |
| 4 sierpnia                   | West Ham United    | Nowy Jork   | 0:1         | -                                        |
| Rozegrane w przerwie zimowej |                    |             |             |                                          |
| 27 września                  | Silesia Miechowice | Protoras    | brak danych | brak danych                              |
| 1 marca                      | Szombierki Bytom   | Protoras    | 1:7         | Lubański                                 |
| marzec                       | Śląsk Wrocław      | Protoras    | 0:0         | -                                        |
| 30 kwietnia                  | Crisul Oradea      | Protoras    | 4:0         | Lubański, Lentner, Wilczek               |
| 10 czerwca                   | Austria            | Protoras    | 2:1         | Pohl, Lubański                           |

    zwycięstwo     remis     porażka

## Zawodnicy

### Skład
| Zawodnik                                                          | Data urodzenia       | W klubie od | Poprzedni klub    | I Liga    | I Liga | Puchar Polski | Puchar Polski | PEMK | PEMK | RAZEM | RAZEM |
| ----------------------------------------------------------------- | -------------------- | ----------- | ----------------- | --------- | ------ | ------------- | ------------- | ---- | ---- | ----- | ----- |
| Zawodnik                                                          | Data urodzenia       | W klubie od | Poprzedni klub    | Bramkarze |        |               |               |      |      |       |       |
| Bernard Kobzik                                                    | 12 stycznia 1941     | 1962        | Górnik Mikulczyce | 6         | -      | 1             | -             | -    | -    | 7     | -     |
| Hubert Kostka                                                     | 27 maja 1940         | 1961        | Unia Racibórz     | 22        | -      | -             | -             | 5    | -    | 27    | -     |
| Joachim Szołtysek                                                 | 10 czerwca 1932      | 1959        | AKS Chorzów       | -         | -      | -             | -             | -    | -    | -     | -     |
| Obrońcy                                                           |                      |             |                   |           |        |               |               |      |      |       |       |
| Henryk Broja                                                      | 6 lipca 1940         | 1962        | wychowanek        | 5         | -      | -             | -             | -    | -    | 5     | -     |
| Stefan Florenski                                                  | 17 grudnia 1933      | 1957        | Sośnica Gliwice   | 24        | 1      | -             | -             | 4    | -    | 18    | 1     |
| Karol Kapciński                                                   | 6 kwietnia 1943      | 1962        | Unia Oświęcim     | 9         | 1      | 1             | -             | -    | -    | 10    | 1     |
| Stanisław Oślizło                                                 | 13 listopada 1937    | 1960        | Górnik Radlin     | 22        | 2      | -             | -             | 5    | -    | 27    | 2     |
| Jan Plicko                                                        | 11 kwietnia 1943     | 1961        | wychowanek        | -         | -      | -             | -             | -    | -    | -     | -     |
| Waldemar Słomiany                                                 | 1 listopada 1943     | 1962        | Wawel Wirek       | 25        | 2      | 1             | -             | 5    | -    | 31    | 2     |
| Pomocnicy                                                         |                      |             |                   |           |        |               |               |      |      |       |       |
| Joachim Czok                                                      | 1 kwietnia 1939      | 1962        | Śląsk Wrocław     | 10        | 1      | -             | -             | 1    | -    | 11    | 1     |
| Ginter Gawlik                                                     | 5 grudnia 1930       | 1949        | Górnik Biskupice  | 1         | -      | 1             | -             | -    | -    | 2     | -     |
| Norbert Gwosdek                                                   | 24 października 1939 | 1962        | wychowanek        | 6         | 1      | -             | -             | 1    | -    | 7     | 1     |
| Jan Kłosek                                                        | 14 września 1943     | 1961        | wychowanek        | 1         | -      | -             | -             | -    | -    | 1     | -     |
| Jan Kowalski                                                      | 15 lutego 1937       | 1959        | Pogoń Zabrze      | 16        | -      | 1             | -             | 5    | -    | 22    | -     |
| Zygfryd Szołtysik                                                 | 24 października 1942 | 1962        | Zryw Chorzów      | 19        | 6      | 1             | -             | 4    | 1    | 24    | 7     |
| Napastnicy                                                        |                      |             |                   |           |        |               |               |      |      |       |       |
| Roman Lentner                                                     | 15 grudnia 1937      | 1956        | Czarni Chropaczów | 22        | 4      | 1             | -             | 5    | 1    | 28    | 5     |
| Jerzy Musiałek                                                    | 14 października 1942 | 1961        | GKS Gliwice       | 19        | 8      | 1             | -             | 5    | 2    | 25    | 10    |
| Edward Olszówka                                                   | 9 lipca 1937         | 1960        | Naprzód Lipiny    | 13        | 1      | 1             | -             | 4    | -    | 18    | 1     |
| Ernest Pohl                                                       | 3 listopada 1932     | 1956        | Legia Warszawa    | 24        | 13     | 1             | -             | 5    | 1    | 30    | 14    |
| Erwin Wilczek                                                     | 20 listopada 1940    | 1959        | Zryw Chorzów      | 21        | 6      | 1             | -             | 2    | -    | 24    | 6     |
| Włodzimierz Lubański                                              | 28 lutego 1947       | 1963        | GKS Gliwice       | 22        | 12     | 1             | -             | 4    | 1    | 27    | 13    |
| Liczba rozegranych spotkań nie obejmuje 21. kolejki (brak danych) |                      |             |                   |           |        |               |               |      |      |       |       |

### Transfery

#### Odeszli
| Poz | Nazwisko         | Nowy klub         |
| --- | ---------------- | ----------------- |
| BR  | Jerzy Stefek     | Star Starachowice |
| BR  | Bernard Śliwka   | Górnik Mikulczyce |
| OB  | Hubert Kulanek   | Legia Warszawa    |
| NA  | Edward Jankowski | Polonia Melbourne |

### Skład podstawowy
| Poz                                                               | Zawodnik             | I Liga | Puchar Polski | PEMK | RAZEM |
| ----------------------------------------------------------------- | -------------------- | ------ | ------------- | ---- | ----- |
| OB                                                                | Waldemar Słomiany    | 25     | 1             | 5    | 31    |
| OB                                                                | Stefan Florenski     | 24     | -             | 4    | 28    |
| NA                                                                | Roman Lentner        | 22     | 1             | 5    | 28    |
| BR                                                                | Hubert Kostka        | 22     | -             | 5    | 27    |
| OB                                                                | Stanisław Oślizło    | 22     | -             | 5    | 27    |
| NA                                                                | Ernest Pohl          | 21     | -             | 5    | 26    |
| NA                                                                | Włodzimierz Lubański | 20     | 1             | 4    | 25    |
| NA                                                                | Jerzy Musiałek       | 18     | 1             | 5    | 24    |
| NA                                                                | Erwin Wilczek        | 21     | 1             | 2    | 24    |
| PO                                                                | Zygfryd Szołtysik    | 18     | 1             | 4    | 23    |
| NA                                                                | Jan Kowalski         | 16     | 1             | 5    | 22    |
| NA                                                                | Edward Olszówka      | 13     | 1             | 4    | 18    |
| PO                                                                | Joachim Czok         | 9      | -             | 1    | 10    |
| OB                                                                | Karol Kapciński      | 8      | 1             | -    | 9     |
| PO                                                                | Norbert Gwosdek      | 6      | -             | 1    | 7     |
| OB                                                                | Henryk Broja         | 4      | -             | -    | 4     |
| BR                                                                | Bernard Kobzik       | 3      | 1             | -    | 4     |
| PO                                                                | Ginter Gawlik        | 1      | 1             | -    | 2     |
| PO                                                                | Jan Kłosek           | 1      | -             | -    | 1     |
| Liczba rozegranych spotkań nie obejmuje 21. kolejki (brak danych) |                      |        |               |      |       |

    podstawowa jedenastka